# Attentato alla maratona di Boston
L'attentato alla maratona di Boston è stato un attentato a scopo terroristico compiuto il 15 aprile 2013, nel corso della maratona annuale di Boston, durante la quale 3 persone sono rimaste uccise e oltre 250 ferite.

## L'attentato
L'attentato è stato causato da due ordigni piazzati nei pressi del traguardo, in Boylston Street vicino a Copley Square. Le bombe hanno causato la morte di 3  persone tra cui un bambino di 8 anni, ferendone almeno altre 264. Gli ordigni erano due pentole a pressione da sei litri, riempite di esplosivo, chiodi, pezzi di ferro e sferette metalliche, contenute in borse nere da viaggio, il cui timer era probabilmente un orologio da cucina.
Le due bombe sono esplose ad una distanza di 170 metri (550 piedi). Le riprese televisive sul traguardo mostrano un intervallo di circa 27 secondi tra le due esplosioni: la prima si è verificata al di fuori del negozio Sport Marathon al numero civico 671 di Boylston Street, la seconda a circa un isolato più lontano, a ovest dalla linea del traguardo. Il cronometro della gara al traguardo stava mostrando il tempo di 04:09:43 (4 ore, 9 minuti e 43 secondi) al momento della prima esplosione (i vincitori della gara avevano tagliato il traguardo circa due ore prima).
| Nazionalità | Morti |
| ----------- | ----- |
| Stati Uniti | 2     |
| Cina        | 1     |
| Totale      | 3     |

## Le indagini
Il 19 aprile 2013 l'FBI ha individuato due persone sospettate di aver piazzato gli ordigni: Džochar Carnaev e suo fratello Tamerlan, entrambi ceceni. I due sarebbero stati coinvolti in una sparatoria avvenuta lo stesso giorno presso il MIT di Cambridge, nei pressi di Boston, dove una guardia del campus era rimasta uccisa. Successivamente i due fratelli rubarono un Suv di un ragazzo di nazionalità cinese, il quale dopo un'ora di macchina era riuscito a scappare chiamando la polizia e segnalando il codice del gps della macchina. Cercando  di sbarazzarsi del Suv i due fratelli ebbero un conflitto a fuoco con le autorità dove perse la vita uno dei due ceceni, Tamerlan, mentre l'altro riuscì a nascondersi dentro una barca nel cortile di una villetta poco distante, dove venne poi scovato ed arrestato il giorno dopo.
L'8 aprile 2015 la giuria popolare dello stato del Massachusetts, dopo oltre 14 ore in camera di consiglio, ha dichiarato colpevole per l'attentato Džochar Carnaev, ventunenne musulmano di origine cecena. L'imputato è stato riconosciuto colpevole di tutti i capi di accusa sollevati contro di lui.
Il 15 maggio dello stesso anno Džochar A. Carnaev viene condannato alla pena capitale, come già previsto da 17 dei 30 capi d'accusa.
Tuttavia il 31 luglio 2020 i giudici hanno annullato la sentenza sostenendo che 2 dei 12 giurati che hanno comminato la pena erano prevenuti nei loro confronti.
Il 4 marzo 2022 la Corte Suprema ribalta la decisione e conferma la pena di morte per Carnaev.

## Filmografia
L'attentato è stato descritto in alcuni film e documentari:
- Boston - Caccia all'uomo (Patriots Day), regia di Peter Berg (2016)
- Stronger - Io sono più forte (Stronger), regia di David Gordon Green (2017)
- American Manhunt: l'attentato alla maratona di Boston (American Manhunt: The Boston Marathon Bombing), regia di Floyd Russ (2023)